# HMS Eagle (1918)
El HMS Eagle fue un portaaviones de la Royal Navy que en un principio estaba destinado a servir a la Armada de Chile, fue puesto en servicio en 1918 a partir del casco de un acorazado, cuya construcción se había detenido en 1914. Este portaaviones participó en la Segunda Guerra Mundial en China (1939), Indias Orientales (1939-1940), Mediterráneo (1940-1941), Atlántico Sur (1941-1942) y la Fuerza H en 1942, donde fue hundido en agosto por el submarino alemán U-73.

## Historial
El HMS Eagle fue colocado en las gradas de la Armstrong Withworth en New Casttle el 20 de febrero de 1913. El buque debiera haber sido el acorazado tipo dreadnought Almirante Cochrane para la Marina de guerra chilena. Su construcción quedó en suspenso con el inicio de Primera Guerra Mundial. En 1917 fue adquirido para la Royal Navy, a un coste de 1,3 millones de libras esterlinas, para ser convertido en el portaaviones HMS Eagle, siendo la decimocuarta nave en llevar ese nombre para la RN. 
Su reconstrucción inicial fue diseñada como base para las operaciones de hidroaviones. Después de realizar ensayos con otras naves, el diseño fue cambiado a un portaaviones apropiado al servicio con la flota con una cubierta de vuelo corrida y una isla.
Se botó el 8 de junio de 1918 pero con retraso significativo que provocó que el HMS Eagle estuviera inacabado al final de las hostilidades. La construcción se detuvo y no se retomó hasta 1920, siendo asignado el 26 de febrero de 1924.
En septiembre de 1939, el HMS Eagle estaba en la base de Singapur con una fuerza aérea de 18 aviones torpederos Fairey Swordfish escoltando convoyes en el océano Índico hasta que una explosión interna accidental le obligó a hacer reparaciones en Singapur.
Su primera acción ofensiva en la Segunda Guerra Mundial fue su participación en la caza del Admiral Graf Spee. Comenzó en 1940 en el océano Índico, pero después de reparaciones se sumó en mayo a las unidades principales HMS Malaya, HMS Ramillies, HMS Royal Sovereign y HMS Warspite en el Mediterráneo al este de Alejandría, donde su grupo aéreo hundió el crucero italiano Zeffiro. Los torpederos Fairey Swordfish del HMS Eagle atacaron el puerto de Tobruk el 5 de julio y hundieron un destructor italiano y dos buques mercantes; en un ataque similar (el 20 de julio) echaron a pique otros dos destructores italianos.
El 9 de julio tomó parte en un choque con la flota italiana en Calabria sin consecuencias, en la llamada la batalla de Calabria o de Punta Stilo. El 22 de agosto sus aviones atacaron y hundieron un submarino italiano y un buque cisterna en el golfo de Bomba. En septiembre se unió al portaaviones HMS Illustrious como parte de la operación Hats y apoyó un ataque contra Maritza, Rodas.
A mediados de octubre formó parte de la escolta de un convoy de Malta (MB-6). 
Sus aviones volaron desde el HMS Illustrious durante el ataque contra Tarento (el 11 de noviembre), mientras el HMS Eagle permanecía dañado en Alejandría. El 26 del mismo mes, sus aviones atacaron Trípoli.
En marzo de 1941 fue asignado a Freetown. Sus aviones, volando desde Puerto Sudán, atacaron a las naves italianas en ruta a Massawa. Llegó a Freetown a principios de mayo, permaneciendo allí hasta octubre de 1941. 
Volvió a Gran Bretaña para una remodelación y se volvió a unir a la flota mediterránea a inicios de 1942. En febrero de 1942 llevó aviones para Malta, operación repetida en mayo y dos veces en junio. En junio también proporcionó la cobertura aérea para el convoy de la operación Harpoon (del 12 al 16).
Su acción final fue en agosto de 1942 cuando prestaba escolta para un convoy a Malta (Operación Pedestal). En la mañana del 11 de agosto fue impactado por cuatro torpedos del U-73 bajo el mando de Helmut Rosenbaum y se hundió a 70 nmi al sur del cabo Salinas. La mayoría de la tripulación sobrevivió (entre 160 y 260 hombres perdidos, según la fuente); se perdieron también todos sus aviones excepto 4.